# Ben Bentil
Ben Bentil (nascido em 29 de março de 1995) é um jogador ganês de basquete profissional que atualmente joga pelo Xinjiang Flying Tigers, disputando a Associação Chinesa de Basquete (ACB). Foi selecionado pelo Boston Celtics na segunda rodada do draft da NBA em 2016.